# 萊梅希 (切爾尼戈夫州)
50°59′17″N 31°8′11″E / 50.98806°N 31.13639°E
萊梅希（羅馬化：Lemeshi）是烏克蘭北部切爾尼希夫州切爾尼希夫區科澤萊茨市鎮的村莊。該村始建於1666年，面積1.16平方公里，海拔高度116米，2001年人口622，人口密度每平方公里535.3人。